# Pierre Bonnard
Pierre Bonnard, född 3 oktober 1867 i Fontenay-aux-Roses, Frankrike, död 23 januari 1947 i Le Cannet, Frankrike, var en fransk målare och grafiker. Pierre Bonnard framstår som en av den moderna tidens viktigaste bildkonstnärer i Frankrike. Han var en originell och skicklig kolorist.
Efter ett tafatt försök att studera juridik började han måla på allvar vid den franska konsthögskolan École des Beaux-Arts. Han misslyckade att kvalificera sig till en tävling arrangerad av Amerikanska akademin i Rom. Från 1888 kom han att alltmer ägna sig åt konststudier vid Académie Julian. Där mötte han Maurice Denis, Paul Sérusier, Paul Ranson, Édouard Vuillard och Ker-Xavier Roussel. De gick samman i ett konstsamfund 1890 och kallade varandra Les Nabis. Dess namn är hebreiska för profeterna, vilket avspeglar det ockulta och esoteriska intresset hos konstgruppen. Medlemmarna höll möte regelbundet vid Paul Ransons konstverkstad. Pierre Bonnard och Édouard Vuillard var de minsta doktrinära medlemmarna i gruppen. Tillsammans utvecklade de en konst som kombinerade symbolism och impressionism. Goda exempel på Bonnards stil under denna tid är verken Kvinna med kanin (1891) och Krocketspelet (1892).
Bonnards måleri utmärks av en varm färgskala och säregen komposition. Han utförde poetiska illustrationer till Paul Verlaine. Bonnard finns representerad vid bland annat Göteborgs konstmuseum och Nationalmuseum.

## Bildgalleri

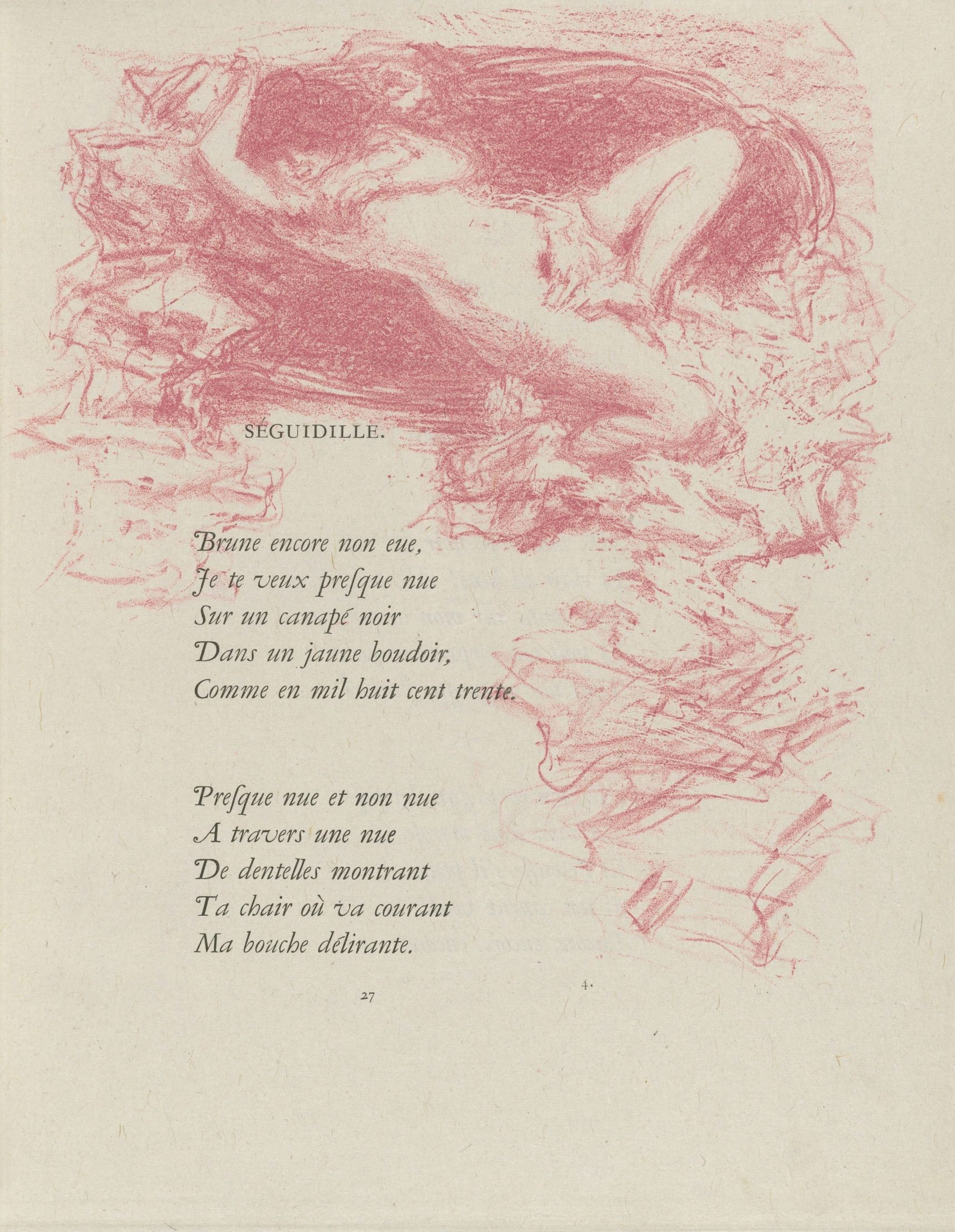
Illustration till en dikt av Paul Verlaine, 1900
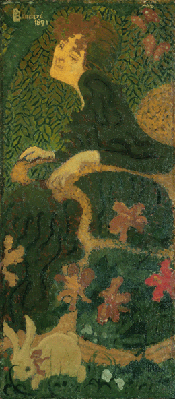
Kvinna med kanin (1891), Tate Gallery
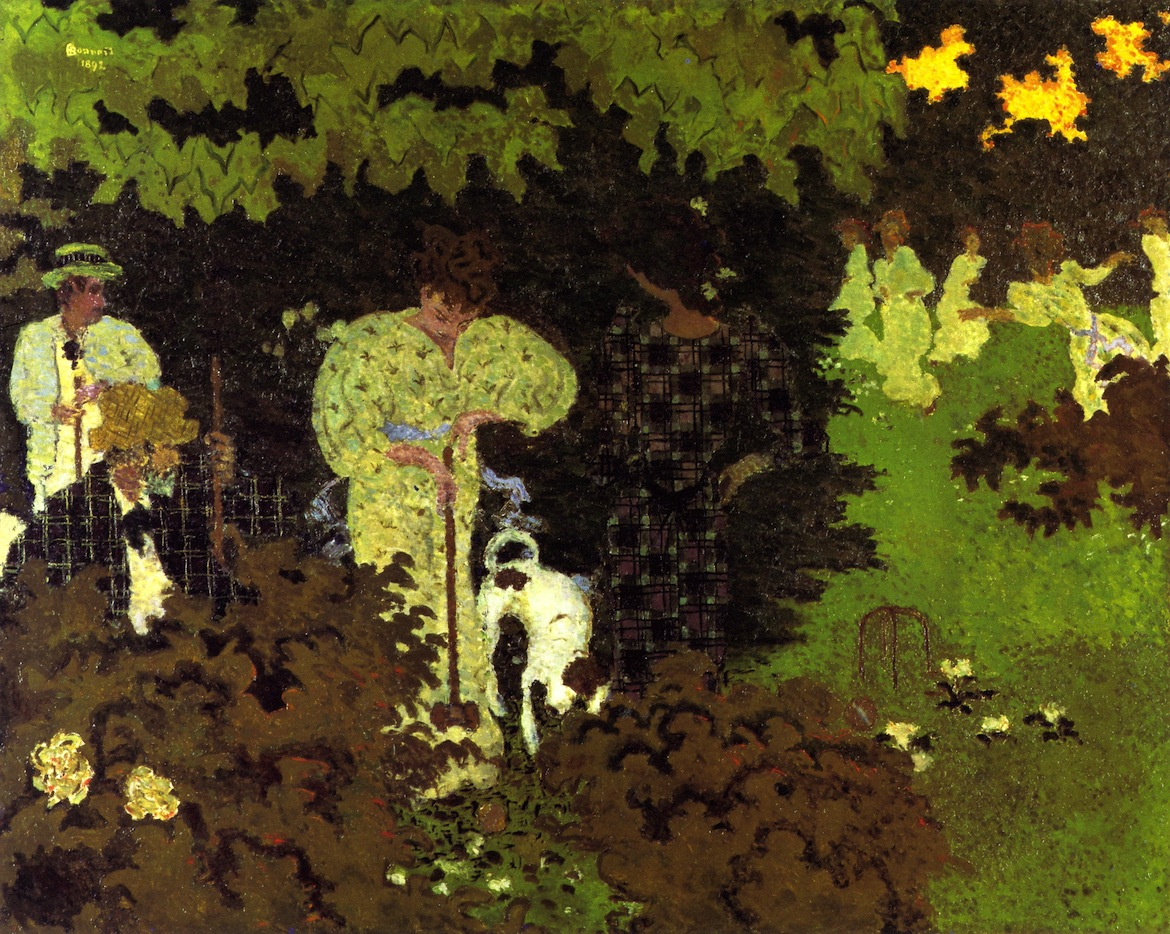
Krocketspelet (1892), Musée d'Orsay
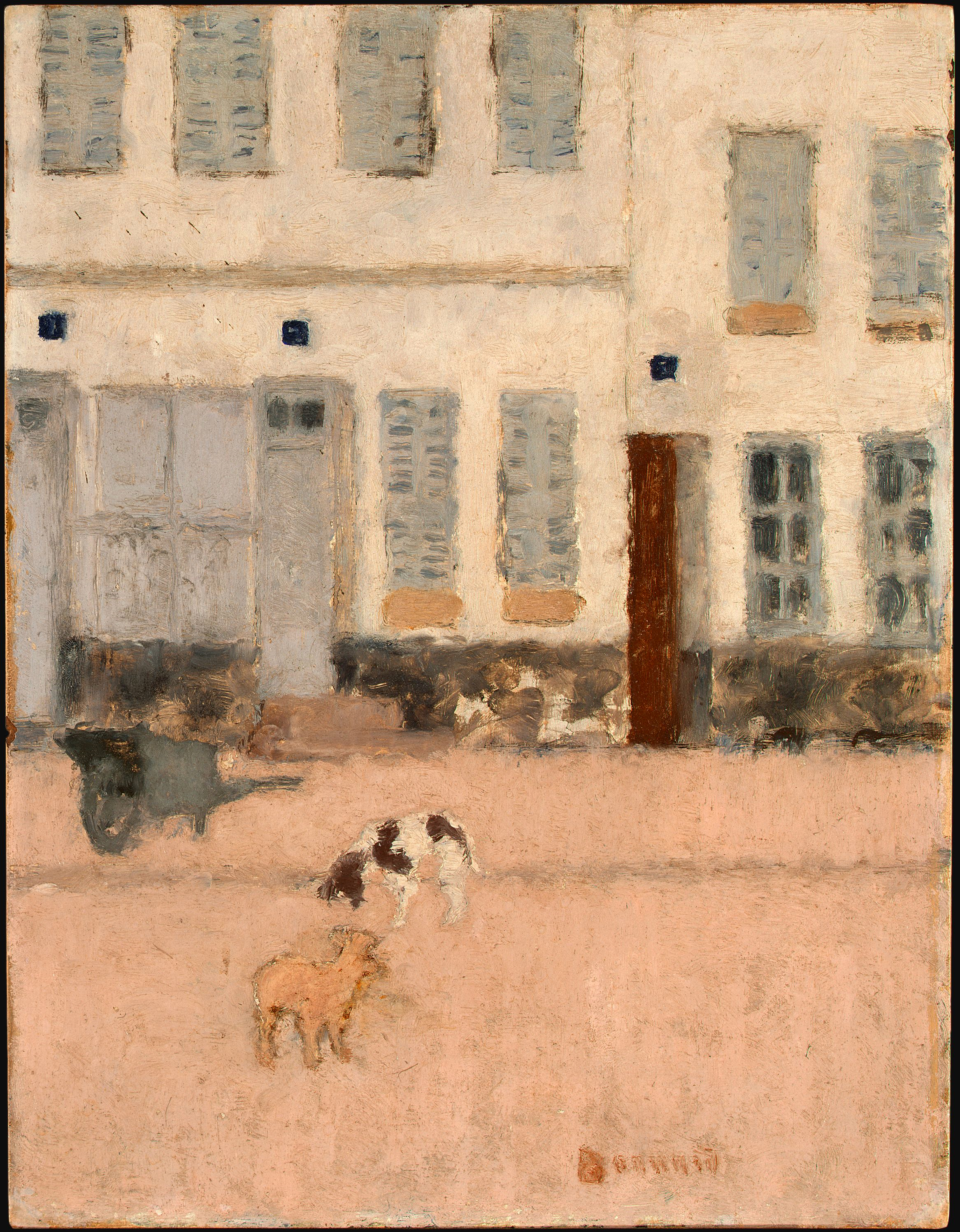
Två hundar på en ödslig gata (1894), olja på duk, National Gallery of Art
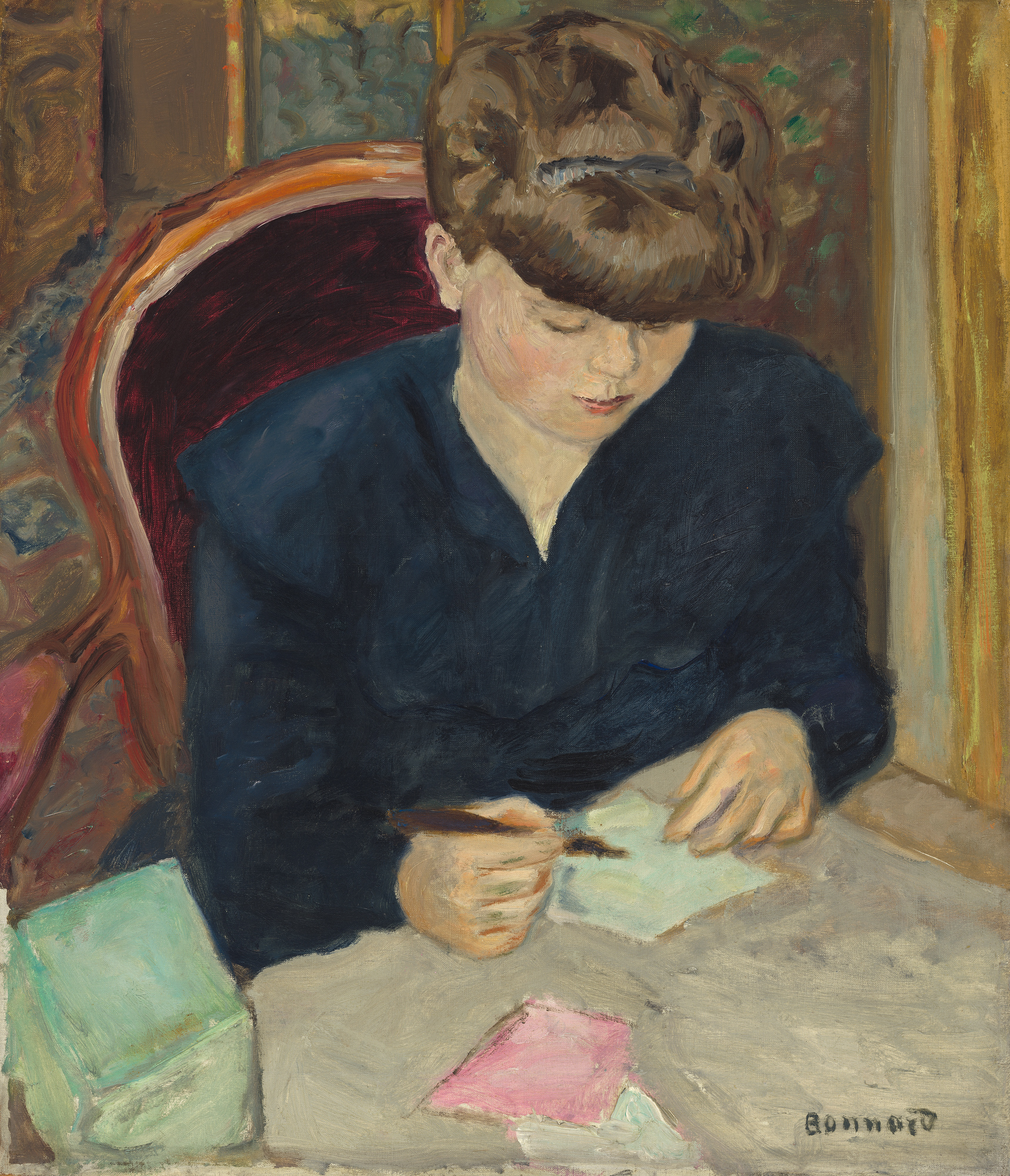
Brevet (cirka 1906), olja på duk,  National Gallery of Art
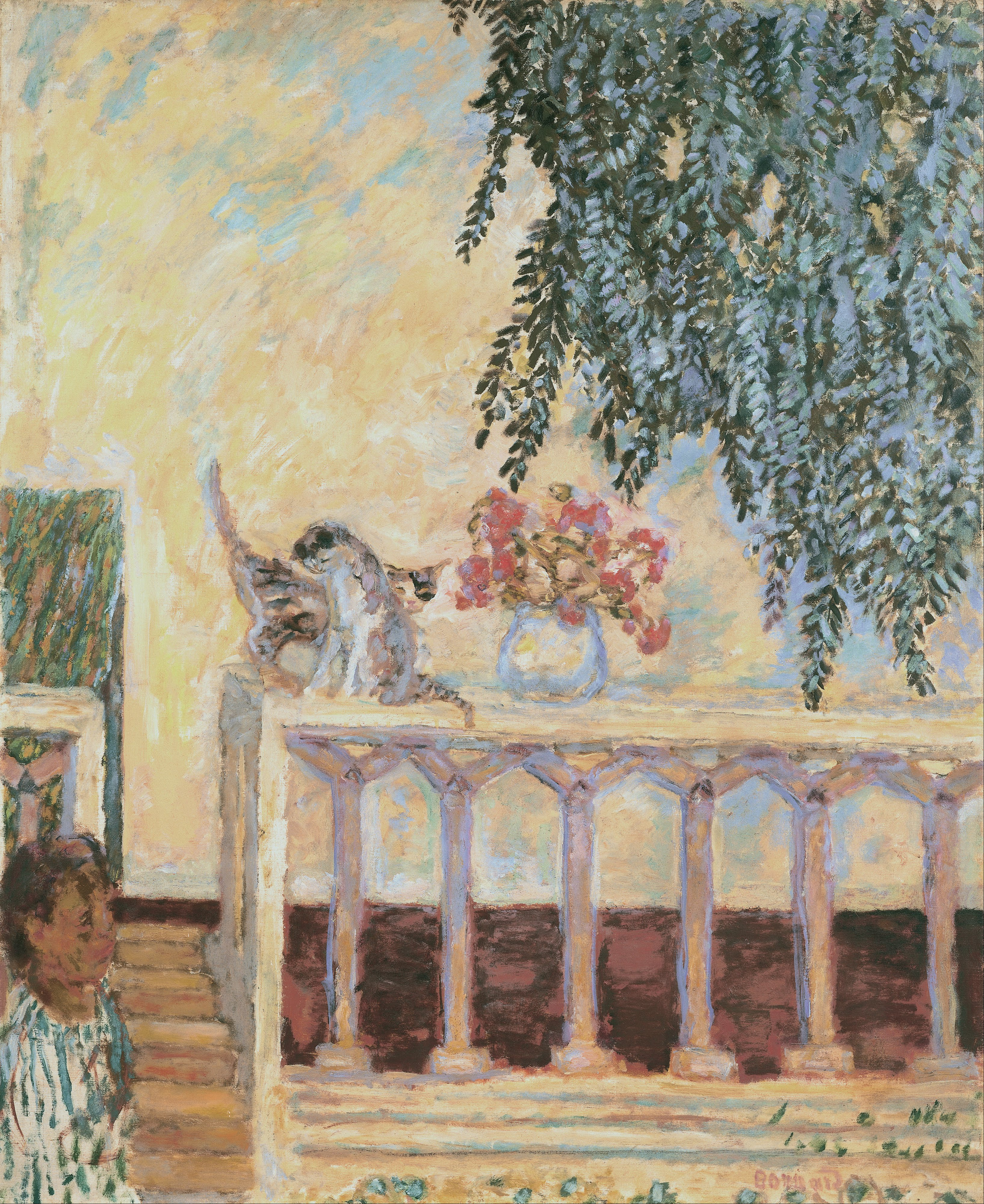
Katter på ett räcke (1909), olja på duk, Ohara Museum of Art
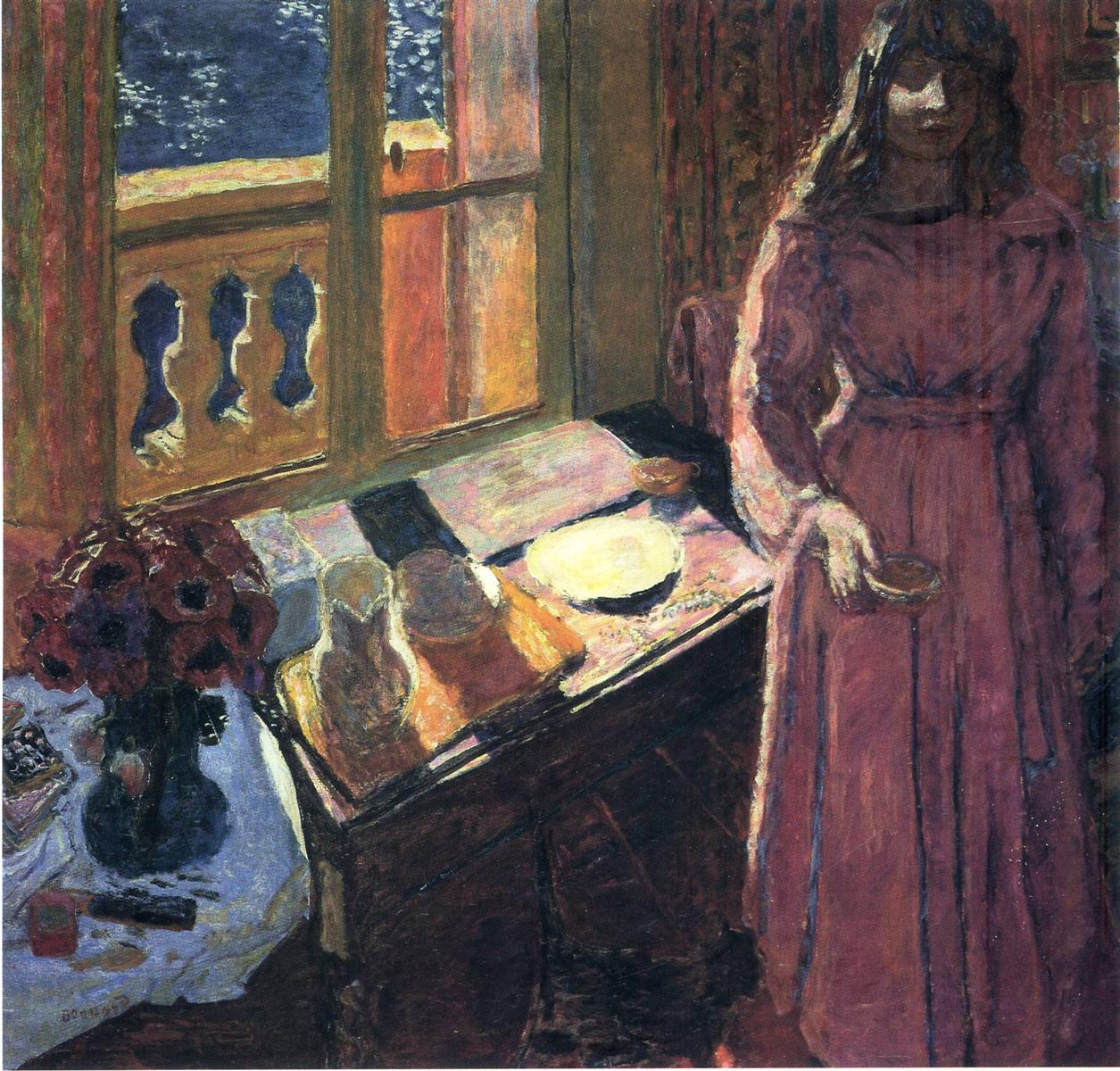
Mjölkskålen (1919), olja på duk, Tate Gallery
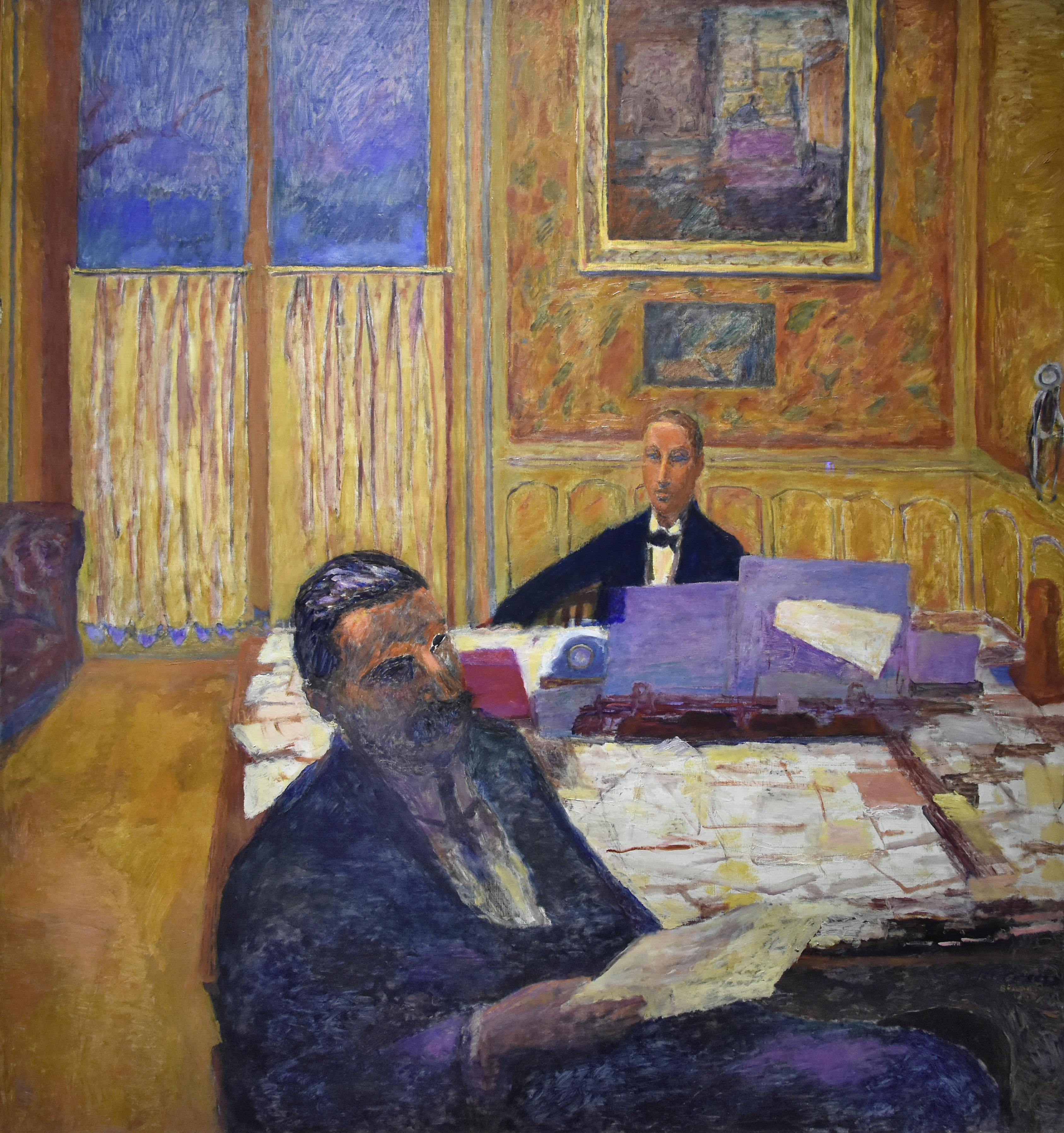
Bröderna Bernheim-Jeune (1920), Musée d'Orsay
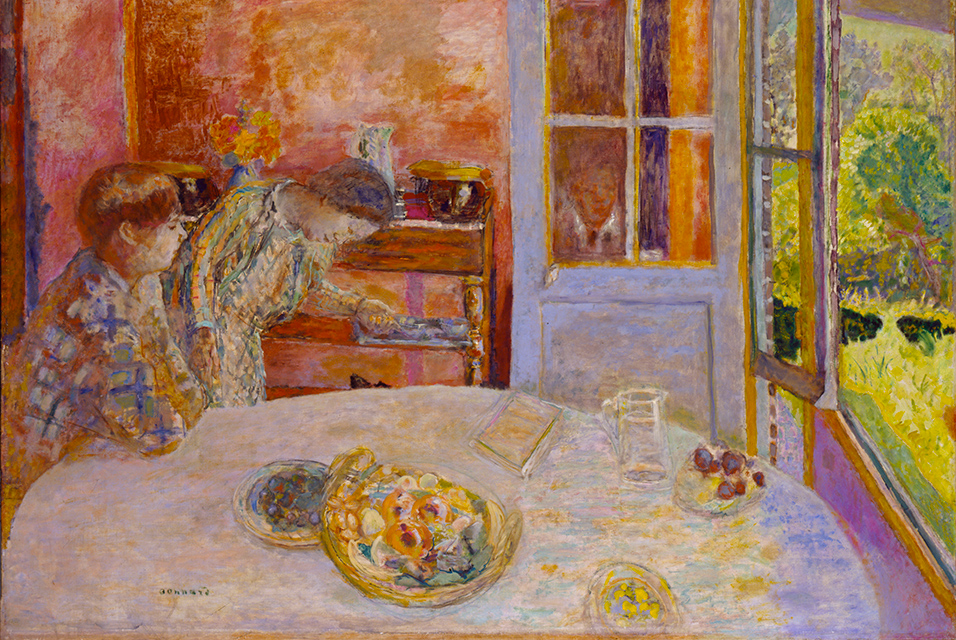
Matsalen (i Vernon, cirka 1925), olja på duk, Glyptoteket
Självporträtt (1945) Bemberg Fondation